# Johann-Henrich Krummacher
Johann-Henrich Karl Daniel „Jo“ Krummacher (* 27. Dezember 1946 in Heidelberg; † 25. Februar 2008 in Stuttgart) war ein deutscher evangelischer Geistlicher, Publizist und Politiker (CDU).

Jo Krummacher (2007)

## Leben und Beruf
Nach dem Abitur 1966 am Kurfürst-Friedrich-Gymnasium  Heidelberg absolvierte Krummacher ein Studium der Evangelischen Theologie, welches er 1972 mit der ersten theologischen Dienstprüfung beendete, und der Volkswirtschaftslehre an der Ruprecht-Karls-Universität Heidelberg und der Eberhard Karls Universität Tübingen. Nach dem Vikariat in Sigmaringen und Kornwestheim, sowie der 1974 abgelegten zweiten Dienstprüfung, wurde er 1976 Pfarrer an der Johanneskirche in Kornwestheim. 1987 wechselte er als Pfarrer für Religionsunterricht und als Studienrat an das Hegel-Gymnasium in Stuttgart und wurde 1992 Pfarrer in Zavelstein sowie Bezirksjugendpfarrer im Kirchenbezirk Calw.
Von 1996 bis 2005 war Krummacher schließlich geschäftsführender Direktor der Evangelischen Akademie Bad Boll, wo er unter anderem die „Akademie für Führung und Verantwortung“ ins Leben gerufen hatte, eine der ersten Einrichtungen der Evangelischen Kirche, die sich mit den Themen der Leitung, Führung und Steuerung von Unternehmen, Organisationen und der Verwaltung befasste. Seit 2005 war er Pfarrer im Wartestand.
Krummacher war lange Jahre als Publizist tätig und veröffentlichte zahlreiche Funk-, Buch- und Zeitschriftenpublikationen zu den Themen Bibel, Ethik und Kultur. Er war Mitbegründer und von 1990 bis 2005 Chefredakteur der Kulturzeitschrift Das Plateau.
Er war in zweiter Ehe mit Ingrid Elisabeth Krummacher verheiratet und hatte insgesamt sechs Söhne. Er starb am 25. Februar 2008 nach kurzer und schwerer Krankheit.

## Politik
Krummacher war zunächst Mitglied der SPD, die er jedoch aus persönlichen ethisch-religiösen Differenzen verließ.  2001 trat er in die CDU ein. Seit 2005 war er Mitglied des Bundestages, in den er als direkt gewählter Abgeordneter des Wahlkreises Stuttgart I eingezogen war. Nach seinem Tod blieb sein Mandat unbesetzt, da die CDU in Baden-Württemberg zu Beginn der Legislaturperiode über drei Überhangmandate verfügte. Bei der Bundestagswahl 2005 hatte er hier 39,2 % der Erststimmen erreicht.

## Gesellschaftliche Ämter
Krummacher gehörte dem ZDF-Fernsehrat und dem Kuratorium der SRH Hochschule Calw an. Er war außerdem Vorsitzender des Vereins für Kirche und Kunst in der Evangelischen Landeskirche in Württemberg und ordentliches Mitglied im Verwaltungsrat der Deutschen Nationalbibliothek.

## Schriften
- Frieden im Klartext. Schalomgottesdienste, Meditationen, Modelle, Mahlfeiern. Radius-Verlag, Stuttgart 1980, ISBN 3-87173-569-8.
- als Herausgeber mit Wolfgang Erk: Motivationen. Friedenstexte für jeden Tag. Radius-Verlag, Stuttgart 1982, ISBN 3-87173-626-0.
- mit Hendrik Hefermehl: Ratgeber für Kriegsdienstverweigerer. Praktische Hilfe für einzelne und Gruppen zur Vorbereitung auf die Verhandlung vor der Prüfungsausschuss für Kriegsdienstverweigerer. Mit vielen Quellentexten. Radius-Verlag, Stuttgart 1983, ISBN 3-87173-603-1.
- als Herausgeber mit Wolfgang Erk: Spuren der Hoffnung. 120 ausgewählte Radius-Fotos. Mit einem Essay von Peter Härtling. Radius-Verlag, Stuttgart 1984, ISBN 3-87173-686-4.
- Redaktion und Textauswahl gemeinsam mit Wolfgang Erk und Heinrich Albertz (Hrsg.): Die Zehn Gebote. Eine Reihe mit Gedanken und Texten. 12 Bände. Radius-Verlag, Stuttgart 1985–1989, ISBN 3-87173-789-5.
- als Herausgeber: Übergänge. 20 Plädoyers für Humanität und Hoffnung der SWF-Sendereihe „Blick in das Jahr“. Radius-Verlag, Stuttgart 1987, ISBN 3-87173-748-8.
- WachZweige. TheoLogik. GebrauchsTexte. Radius-Verlag, Stuttgart 1990, ISBN 3-87173-813-1.
- als Herausgeber: Kirche und Kunst. Positionen – Dokumentationen – Analysen. 5 Bände. Radius-Verlag, Stuttgart 1995–1997, ZDB-ID 2395189-8.
- als Herausgeber: Für jeden Sonn- und Feiertag. Predigten. Radius-Verlag, Stuttgart 1996, ISBN 3-87173-089-0.